# Rotnackenwallaby

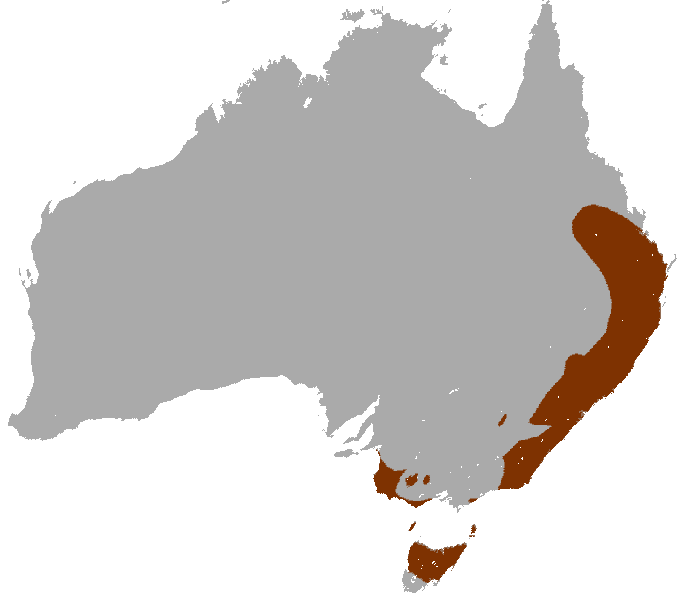
Verbreitungskarte des Rotnackenwallabys

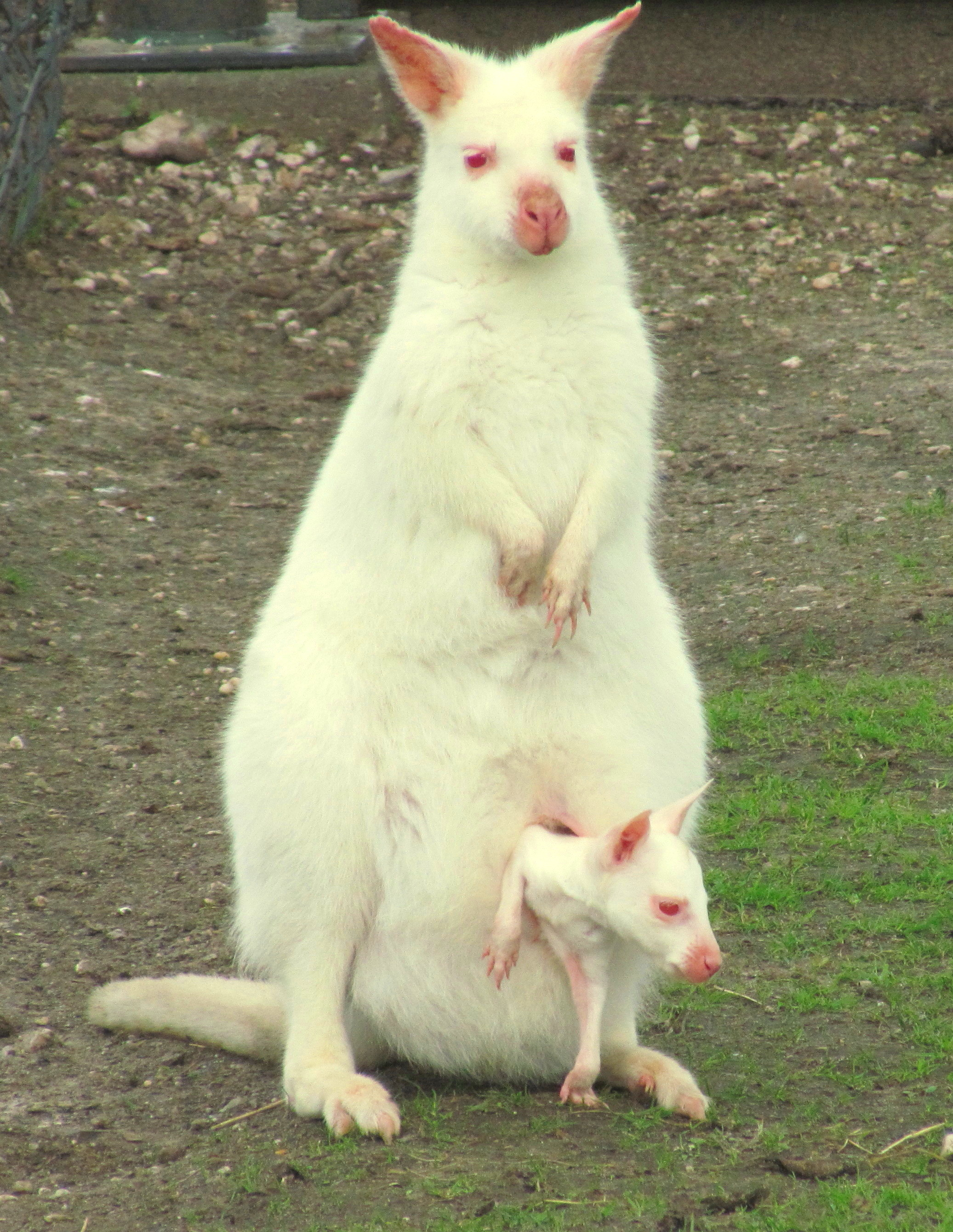
Albino Rotnackenwallaby mit Jungtier im Beutel

Das Rotnackenwallaby (Notamacropus rufogriseus) ist eine mittelgroße Känguruart aus der Gruppe der Wallabys. Es gibt zwei Unterarten, N. r. banksianus auf dem australischen Festland und  N. r. rufogriseus auf Tasmanien. Die tasmanische Unterart wird Bennett-Wallaby oder Bennett-Känguru genannt.
Der Artzusatz im wissenschaftlichen Namen ist aus den lateinischen Worten rufus (rot) und griseus (grau) zusammengesetzt. Er bezieht sich auf die roten Bereiche an Kopf und Schultern sowie auf das hauptsächlich graue Fell an anderen Stellen.

## Merkmale

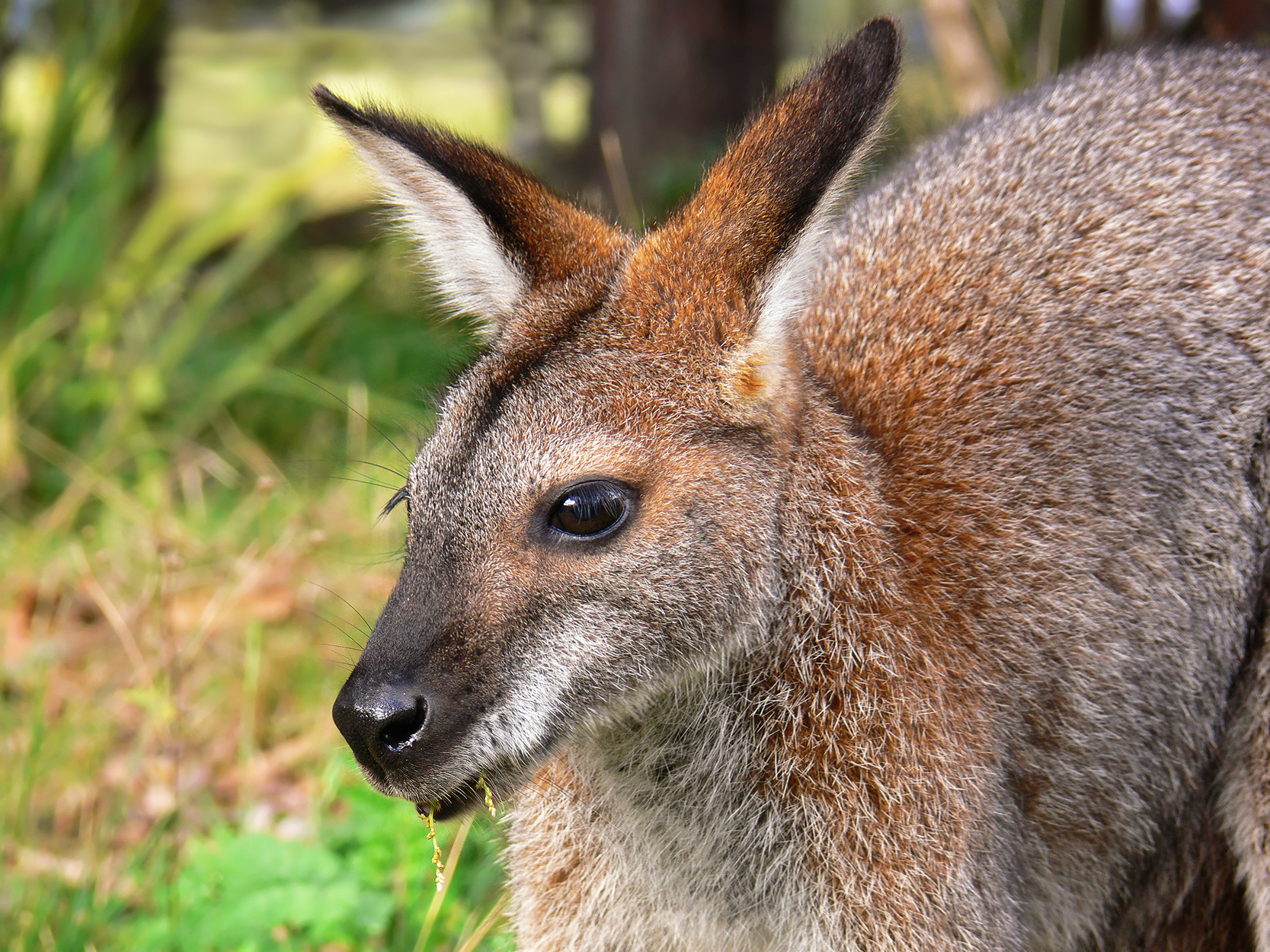
Kopf des Rotnackenwallabys

Rotnackenwallabys erreichen eine Kopfrumpflänge von 92 bis 105 Zentimetern. Ihr Schwanz ist rund 70 bis 75 Zentimeter lang. Das Gewicht der Tiere beträgt 14 bis 19 kg, wobei die Männchen deutlich größer als die Weibchen werden. Ihren Namen haben sie vom rötlichen Fell im Nacken- und Schulterbereich, der übrige Körper ist graubraun gefärbt. Die in Tasmanien vorkommende Unterart, das Bennett-Wallaby, ist kleiner und hat längeres Haar als die auf dem australischen Festland vorkommende Unterart. Wie bei den meisten Känguruarten sind die Hinterbeine deutlich länger und kräftiger als die Vorderbeine, der Schwanz ist lang und muskulös.
Der Kopf ist wie bei allen Kängurus relativ klein, die Ohren sind vergleichsweise lang. An der Oberlippe erstreckt sich ein weißer Streifen, die Schnauze ist dunkelbraun gefärbt.

## Verbreitung und Lebensraum
Rotnackenwallabys leben in den Küstenregionen des östlichen und südöstlichen Australiens, in den Bundesstaaten Queensland, New South Wales und auf der Insel Tasmanien. Lebensraum dieser Tiere sind vorwiegend Eukalyptuswälder und daran angrenzende offene Grasflächen.
Verbreitung außerhalb Australiens
Rotnackenwallabys sind häufig und weit verbreitet und zählen laut IUCN nicht zu den bedrohten Arten. Es gab häufig Versuche, die Tiere außerhalb ihres natürlichen Verbreitungsgebietes anzusiedeln. So versuchte etwa Otto Koenig, 50 Exemplare in Österreich auszuwildern, die jedoch aufgrund von Nahrungs- und Flüssigkeitsmangel im Winter wieder verendeten.
Aus England und Schottland sind bereits seit ca. 1900 Verwilderungen dieser Art dokumentiert. So gibt es eine kleine Population auf der Insel Inchconnachan im schottischen Loch Lomond. Zumeist aber sind solche Populationen nach einiger Zeit in einem besonders harten Winter wieder zugrunde gegangen, z. B. im Peak District in Derbyshire 1963.
In Deutschland kommen Bennett-Kängurus z. B. in der Region um Burg Stargard in Mecklenburg vor, wo 2001 durch einen Einbruch mehrere Tiere aus ihrem Gehege im lokalen Zoo entwichen. Drei Tiere konnten nicht wieder eingefangen werden und vermehren sich zwischenzeitlich in der freien Natur, wo ihnen auch der harte Winter 2009/2010 nichts anhaben konnte. Mittlerweile ist die Population durch den Wolf vernichtet worden. Auch rund um das nordsaarländische Nohfelden werden gelegentlich Rotnackenwallabys gesichtet, die Mitte der 2010er-Jahre einem privaten Halter entlaufen sind. Mit 140 Haltern zählen sie in Deutschland zu den häufigsten Pfleglingen in Zoos.
Nachdem in den 1970er Jahren mehrere Rotnackenwallabys aus einem Zoo ausgebrochen sind, leben zwischen 100 und 150 dieser Tiere in einem Forst in der Nähe des französischen Rambouillet.

## Lebensweise
Sie sind in erster Linie dämmerungsaktiv, wobei sie auch manchmal bei Tageslicht nach Nahrung suchen. Sie haben kein ausgeprägtes Sozialverhalten, viele Tiere leben einzelgängerisch, können sich aber auch zu losen, nicht dauerhaften Gruppen zusammenschließen. Die Nahrung ist wie bei allen Kängurus pflanzlich und besteht aus Gräsern, Kräutern und Schösslingen.
Während sich Tiere auf dem Festland das ganze Jahr über fortpflanzen können, fallen in Tasmanien die meisten Geburten in die Monate Februar und März. Die Tragzeit beträgt rund 30 Tage, das Neugeborene verbringt seine ersten neun Lebensmonate im Beutel der Mutter und wird mit 12 bis 17 Monaten entwöhnt. Wie bei vielen Känguruarten lässt sich auch bei ihnen eine verzögerte Geburt beobachten.